# 노태섭
노태섭(盧太燮, 1952년 4월 8일 ~ , 부산)은 대한민국의 공무원이다.

## 학력
- 성지공업고등학교 졸업
- 동아대학교 법학 학사

## 경력
- 1998 ~ 1999: 국립중앙박물관 사무국장
- 1999 ~ 2001: 문화관광부 청소년국장, 예술국장
- 2001 ~ 2004: 문화재청장
- 2005 ~ 2008: 저작권심의조정위원회 위원장

| 전임 서정배 | 제2대 문화재청장 2001년 4월 18일 ~ 2004년 9월 2일 | 후임 유홍준 |